# Процесинг (сциентология)
Процесингът в сциентологията е метод за незабавно повишаване на менталния, емоционален и психически комфорт.
Подобрен, по-бърз и по-ефективен вариант на психоанализата. Стъпка след стъпка помага човек да се избави от вътрешните си проблеми, които пречат на развитието му. Разрушава вътрешните бариери и комплекси и човек си връща способността да мисли свободно, да вижда настоящето и бъдещето и се чувства много по-уверен в себе си от когато и да било.
Процесингът бива:
- процесинг на усилията,
- процесинг на емоциите,
- процесинг на постулатите.